# عبد الله الثني
عبد الله عبد الرحمن الثني (مواليد 7 يناير 1954) كان رئيس الحكومة الليبية المؤقتة ومقرها في قرنادة جنوب شرق مدينة البيضاء في الجبل الأخضر، بعد أن صوّت المؤتمر الوطني العام في يوم 11 مارس بحجب الثقة عن علي زيدان. شغل وزير الدفاع بوزارة علي زيدان. عينه المؤتمر الوطني العام بالانتخاب خلفا لمحمد البرغثي على خلفية أحداث عنف في طرابلس قبل ذلك، وحلف اليمين في أغسطس 2013. وجاء تعيينه عقب تعيين اللواء عبد السلام جاد الله رئيسا للأركان العامة للجيش.

## سيرة

صورة لورقة عبد الله الثني ضمن كتيب العائلة (وثيقة ليبية لحصر المواطنين الليبيين)

ذكرت مصادر صحفية أن عبد الله الثني الغدامسي هو من مواليد مدينة 7 يناير 1954 في كانو، نيجيريا، حيث كان والده يعمل هناك. لوالدين ليبيين. حيث حصلت صحيفة جريدة الشرق الأوسط على شهادة كتيب العائلة الخاص بعبد الله الثني والخاص بالمواطنين الليبيين من الموقع الرسمي لمشروع الرقم الوطني التابع للحكومة الليبية.
والثني عسكري سابق برتبة عقيد كما إنه كان سجينا سياسيا في الثمانينيات اعتقل عدة مرات في عهد القذافي بسبب انتقادات أخيه الذي كان طيارا في سلاح الجو الليبي فرَّ من ليبيا أثناء حرب تشاد
ذكرت أنباء أن ابن عبد الله الثني البالغ 26 سنة قد (اختُطف) في سبتمبر 2013. وفي يناير 2014 صرّح صالح جعودة نائب رئيس لجنة الأمن القومي بالمؤتمر الوطني العامأنه تم الإفراج عنه بعد أن اختطفه مجهولون ولأسباب غير معلومة.

## محاولة الاغتيال
أعلن رئيس الحكومة الليبية عبد الله الثني أن مجهولين حاولوا اغتياله بإطلاق النار على سيارته في أعقاب جلسة مسائلة للحكومة أمام البرلمان في طبرق.